# في مغيب القمر
في مغيب القمر أو أفول القمر رواية شهيرة لجون شتاينبيك. وتتحدث عن سيطرة ألمانيا النازية على قرية نرويجية صغيرة خلال الحرب العالمية الثانية. اعتبرت القصة عند ظهورها أقوى قصة كتبت أثناء الحرب لتستحث البلدان الديمقراطية على التصدي للنازية. ترمز الرواية إلى قوة الشعب في مقاومة الاحتلال وتؤكد حرية الفرد وكرامته في ظل الوعي الجماعي.

## الملخص
بلدة ساحلية صغيرة تؤخذ على حين غرة، وتُقتّحم من قبل الجيش الغازي مع مقاومة لا تكاد تذكر. بلدة مهمة لأنها المنفذ الذي يخدم أكبر مناجم الفحم. العقيد لانسر، هو رئيس الكتيبة الغازية، والذي يأمر باتخاذ بيت رئيس البلدية مكاناً له ولنشاطه.
يبدأ واقع الاحتلال بالظهور، وما إن يتحول الطقس إلى قاتم، مع الثلوج التي تبدأ في وقت أبكر من المعتاد، يبدأ الشعب المسالم بالغضب والارتباك من نشاطات الاحتلال. العقيد لانسر وهو من قدامى المحاربين الذين شاركوا في العديد من الحروب، يحاول أن يعمل تحت ستار من الكياسة والقانون، ولكن في قلبه يعلم أنه «ليس هناك شعب مسالم» من بين تلك التي تم اتخاذها بالقوة، فلا شعب مسالم إذا سُلبت حريته.تبدأ القصة بتوجيه الأنظار إلى الكسندر موردن، وهو عضو مجلس محلي سابقاً و «رجل حر»، أمره الاحتلال بالعمل في المنجم. يحاول خلال عمله قتل الكابتين لوفت بالفأس، ولكن يقف الكابتين بينتيك، والذي يصابُ بضربة الفأس ويموت. ليتم القبض على ألكسندر والحكم عليه بعد محاكمة صورية، ينفذها موردن ويقتله رمياً بالرصاص.هذا الحادث يحفز الناس من المدينة للانتقام، ويمنعهم من الصمت أكثر، فيبدأون بزرع أقسام السكك الحديدية والميناء بالألغام مما يتسبب بأضرار كبيرة وعلى فترات منتظمة، وقد بدأ الاحتلال يشعر بأنه وكلما ترك جندي حرسه، أو خرج بعيداً عن مجموعته يقتل.
رغم الطقس البارد والخوف الدائم إلا أن الشعب قاوم، مع أن الكثير منهم يرغب في أن تنتهي الحرب حتى يتمكنوا من العودة إلى ديارهم. إنهم يدركون عدم جدوى الحرب وأن «الذباب قد غزا صائدة الذباب»، وتسبب في هرب بعض أعضاء المقاومة إلى إنجلترا.في النهاية وبعد أن يعرف رئيس البلدية أن لا شيء يمكن أن يوقف شعبه، وأن وفاته باتت وشيكة. يقول لزوجته أن تقف إلى جانب الشعب، وأن تدعمهم لتستمر المقاومة وهذا ما يحصل فالمقاومة تستمر.

## دلالة عنوان الرواية
يحمل عنوان رواية في مغيب القمر (بالإنجليزية: The Moon Is Down) دلالة رمزية تُجسّد لحظة انطفاء النور وتسلّط الظلام، حيث يُشير "مغيب القمر" إلى بداية الاحتلال وانحسار الحرية، في سياق الحرب العالمية الثانية؛ إذ يُمثل القمر في الأدب التقليدي رمزًا للسكينة والضوء، بينما غيابه يُعبر عن فترة القهر والتسلّط، وتعكس هذه الرمزية حالة المدينة التي سقطت تحت السيطرة العسكرية بينما احتفظ سكانها بكرامتهم وإرادتهم الحرة، كما أن العنوان مستوحى من مسرحية ماكبث لشكسبير، ويُجسّد المفارقة بين الغزاة الذين ظنّوا أن الهيمنة ممكنة وبين شعبٍ قاوم بصمت حتى النهاية، مما يمنح الرواية بُعدًا فلسفيًا يُعبّر عن حتمية النور بعد الظلام، وانتصار الروح الحرة رغم الاحتلال.

## الشخصيات
تدور أحداث الرواية أساساً حول الشخصيات التالية:
شخصيات الغزاة:
- جورج كوريل - أمين مخازن شعبية، تحول بعد الغزو إلى خائن
- الكولونيل لانسر - رئيس الكتيبة المحلية؛ المحارب المخضرم في الحرب العالمية الأولى.
- كابتن بينتيك- من الناطقين باللغة الإنكليزية؛ يحب الكلاب، وعيد الميلاد. قتل على يد اليكس موردن في نوبة من الغضب بينما كان يحاول حماية الكابتن لوفت.
- الرئيس هنتر - المهندس؛ لديه نموذج السكك الحديدية في المنزل.
- كابتن لوفت - الشاب الطموح؛ انه يعيش ويتنفس لأجل الجيش.
- ملازم براكلي- فنان جيد، لديه العديد من الأخوات الشقراوات.
- ملازم توندر - شاعر وُصف بأنه «رومانسية الظلام»، وقتل على يد مولي موردن.
- «القائد» - لا يشير إلى اسمه الحقيقي أبداً.

شخصيات البلدة:
- رئيس البلدية- رجل عجوز، رئيس بلدية منذ فترة طويلة من البلدة.
- الدكتور وينتر- طبيب البلدة وصديق قديم ومستشار رئيس البلدية.
- السيدة (سارة) - زوجة رئيس البلدية، شخصية تثور أكثر مما يبدو عليها في الواقع
- جوزيف- موظف في البلدية؛ شاهد عيان في كثير من الأحيان على الأحداث في منزل رئيس البلدية.
- آني - نشطة في المقاومة، ولكن لا يشتبه بها بسبب سنها.
- أليكس موردن - يقتل الكابتن بينتيك بالفأس خلال نوبة من الغضب عندما طلب منه أن يعمل وهو زوج مولي موردن.

مولي موردن - زوجة أليكس موردن؛ تتسبب في قتل الملازم توندر بعد وفاة زورجها اليكس.

## اقتباسات من الرواية
"لا يوجد شعب مسالم إذا سُلبت حريته." – من أقوال العقيد لانسر، ويُعبّر عن إدراكه بأن الاحتلال لا يمكنه إخضاع إرادة الناس.
"الذباب قد غزا صائدة الذباب." – استعارة رمزية استخدمها شتاينبيك لتصوير عبثية الحرب وخلل النظام الذي يُفترض أن يكون منيعًا.
"لقد جعلت الحرب من الإنسان آلة تسير مع عقارب الساعة، وجردته من روحه وما يرفعه عن مستوى الوحوش." – وصفٌ نقدي للحروب الحديثة، يُبرز كيف تُفقد الإنسان إنسانيته.
"حين يُقتل رجل حر، لا تموت الحرية، بل تُزرع." – اقتباس يُجسّد فكرة أن التضحية تُخلّد المعنى، وتُلهب روح المقاومة.

"الاحتلال قد يسيطر على الأرض، لكنه لا يملك القلوب." – يُعبّر عن الفرق بين السيطرة العسكرية والانتماء الشعبي.

## أسلوب الرواية
اعتمد شتاينبيك في الرواية أسلوبًا حواريًا بسيطًا ومشحونًا بالرمزية، يجمع بين البنية المسرحية والسرد الواقعي، ويُبرز من خلال شخصيات مثل العقيد لانسر، رئيس البلدية، ومولي موردن، المفارقة بين القهر الظاهري والإرادة الداخلية، ما جعل الرواية تُستخدم كأداة دعائية لتشجيع الشعوب المحتلة على التمسّك بالحرية والكرامة، ويُنظر إليها كواحدة من النصوص المقاومة التي تعبّر عن فلسفة شتاينبيك في الدفاع عن الإنسان ضد الطغيان.

## النقد والاستقبال
لقيت رواية في مغيب القمر لجون شتاينبيك استقبالًا نقديًا واسعًا عند صدورها عام 1942، واعتُبرت من أقوى الأعمال الأدبية التي كُتبت خلال الحرب العالمية الثانية لتحفيز الشعوب الديمقراطية على مقاومة الاحتلال النازي. أشاد النقاد بقدرة شتاينبيك على تصوير المقاومة الشعبية بأسلوب رمزي وإنساني، حيث مزج بين المقاومة المسلحة والمقاومة الصامتة التي تتشبث بالهوية والكرامة. وقد أثارت الرواية إعجابًا خاصًا في الدول التي عانت من الاحتلال، لما فيها من تحفيز للوعي الجمعي ورفض التعاون مع الغزاة. كما نالت الرواية تقديرًا أدبيًا لدقتها النفسية وبنائها الدرامي، وأصبحت تُدرّس في سياق الأدب المقاوم، لما تحمله من رسائل أخلاقية وسياسية حول الحرية، الشرف، ومصير الخونة